# كتلة الموصل العسكرية

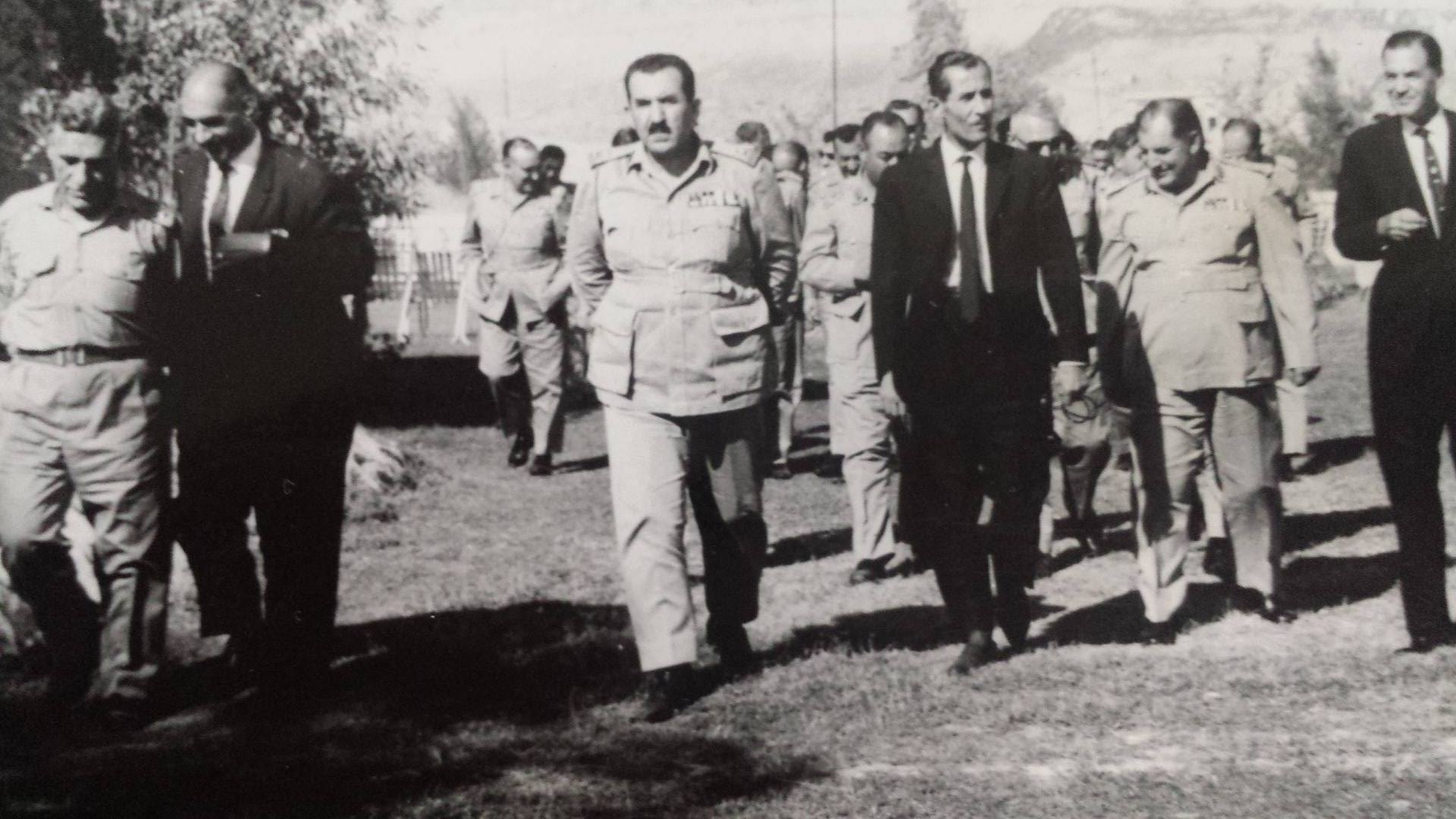
كبار ضباط الجيش العراقي في فترة الستينات اثناء اجتماعهم في معسكر الغزلاني امرية موقع الموصل الثاني من اليمين العميد "حينها " خليل جاسم الدباغ والعقيد "حينها " عبد الجبار شنشل وسعيد الشيخ متصرف لواء الموصل والعميد عبد الرزاق السيد محمود متصرف السليمانية يتحدث مع العميد "حينها " سعيد حمو امر اللواء الخامس وفي الخلف العميد كنعان نايف الملاح والعميد سعيد قطان والملازم ارشد الزيباري.

كتلة الموصل العسكرية (1941- 1969) يطلق هذا الاسم للدلالة على مجموعة من كبار الضباط العسكريين العراقيين المنحدرين من مدينة الموصل في شمال العراق والذين كان لهم دور كبير في بناء وتأسيس الجيش العراقي السابق (1921-2003) وإدارة عملياته في خارج وداخل العراق، ولقد برزت هذه الكتلة في أربعينيات وخمسينيات وستينيات القرن الماضي خصوصا بعد تولي العسكريين السلطة في العراق. وفي بداية الثمانينيات ابان الحرب العراقية الإيرانية اعتمد الرئيس العراقي آنذاك صدام حسين على روادها القدماء  في إدارة وبناء القوات المسلحة العراقية. 

## من أبرز ضباط هذه الكتلة
1. الزعيم طاهر عبد الغفور الاطرقجي
2. الفريق الأول الركن عبد الجبار شنشل - وزير دفاع سابق
3. الفريق يونس عطار باشي - قائد الفرقة الرابعة سابقا،
4. اللواء خليل جاسم الدباغ (1916-1969) - آمر الأفواج الخفيفة سابقاً، قائد الفرقة الرابعة  وآمر موقع الموصل سابقا[1]
5. الفريق سعيد حمو - آمر اللواء الخامس سابقا،
6. الزعيم عبد الرزاق السيد محمود  متصرف السليمانية،
7. والعميد كنعان نايف الملاح،
8. والزعيم صديق مصطفى - امر اللواء الخامس سابقا  أرشد زيباري وزير سابق
9. والعميد عبد الهادي الحافظ
10. اللواء سعدون حسين
11. والعميد سعيد صالح القطان قائد الفرقة الرابعة سابقا
12. اللواء الركن سعدون حسين
13. اللواء عبد العزيز العقيلي (1919-1981) - قائد الفرقة الأولى ، ووزير الدفاع سابقا.,[2]
14. الرئيس جمال جميل الموصلي - رئيس البعثة العسكرية العراقية إلى اليمن واحد ابرز قادة ثورة 1948 في اليمن.[3]
15. العقيد الركن عبد الكريم شندالة
16. الفريق الأول الركن سلطان هاشم -وزير الدفاع السابق
17. العميد نافع سليمان
18. والعقيد نذير الطالب
19. طه حمو، وغيرهم.